# 川原正行
川原 正行（かわはら まさゆき、1956年2月1日 - ）は、日本の元スピードスケート選手である。北海道本別町出身。白樺学園高等学校を経て三協精機所属時代にインスブルックオリンピック、レークプラシッドオリンピックに日本代表として出場した。
1976年インスブルックオリンピックでは5000m24位、1980年のレークプラシッドオリンピックでは1000m23位、1500m20位、5000m25位だった。
現役引退後は帯広市教育委員会に所属し小中学生のスケート指導に当たった。
2010年バンクーバーオリンピックにコーチとして参加。